# Kim Kyok-sik
Kim Kyok-sik (5 de octubre de 1938-10 de mayo de 2015) fue un militar y político norcoreano, que se desempeñó como Ministro de las Fuerzas Armadas del Pueblo de Corea del Norte entre noviembre de 2012 y mayo de 2013.

## Biografía
Nació en 1938, aunque otras fuentes datan su nacimiento en 1944. Estudió en la Academia Militar Kim Il-sung antes de ser trasladado a Siria como agregado militar de Corea del Norte en la década de 1970, posiblemente gestionando actividades de apoyo para el Frente para la Liberación de Eritrea y el Partido del Trabajo de Turquía. Volvió a Norcorea en la década de 1980, sirviendo como funcionario del Ejército Popular de Corea. Fue elegido diputado a la Asamblea Suprema del Pueblo en 1990, y nombrado miembro del Comité Central del Partido del Trabajo de Corea en 1991. Fue promovido a coronel general en 1992. Se le otorgó un puesto de bajo nivel en el comité fúnebre de Kim Il-sung en 1994.
Fue ascendido a general en 1997. Recibió el mando del segundo cuerpo de Ejército en octubre de 1994 y lo mantuvo hasta abril de 2007, cuando fue nombrado Jefe del Estado Mayor en sustitución de Kim Yong-chun, que había sido nombrado ministro de las Fuerzas Armadas. Fue sucedido por Ri Yong-ho en febrero de 2009.
Fue nombrado comandante del cuarto cuerpo de Ejército y se cree que comandó los ejercicios militares de noviembre de 2009 cerca de la Línea Límite Norte y el bombardeo de Yeonpyeong en noviembre de 2010.
Fue nombrado viceministro de las Fuerzas Armadas del Pueblo en agosto de 2011 y promovido a ministro en noviembre de 2012. Fue nombrado miembro suplente del Politburó en marzo de 2013.
Después de seis meses de servicio, durante los cuales también supervisó las crecientes tensiones militares con Corea del Sur de febrero a abril de 2013, Kim, apodado de línea dura, fue inesperadamente reemplazado como ministro por el poco conocido general Jang Jong-nam en mayo de 2013, volviendo a ser nombrado Jefe del Estado Mayor del Ejército. Fue reemplazado nuevamente en agosto tras permanecer solo tres meses en el cargo, posiblemente durante una reunión de la Comisión Militar Central el 25 de agosto. Los informes sugieren que la toma de un buque norcoreano con armas en Panamá fue la razón de su expulsión del cargo.
Murió el 10 de mayo de 2015 por insuficiencia respiratoria aguda.